# Jean Lanfray
Jean Lanfray (1873/74 - 26 februari 1906) was een Franse arbeider, alcoholist en moordenaar die in Zwitserland woonde. Hij is beschuldigd van de moord op zijn zwangere vrouw en twee kinderen. Later maakte de politie bekend dat hij een enorme hoeveelheid wijn en sterkedrank had gedronken, waaronder absint. Hierdoor staan deze moorden ook bekend als "de absintmoorden". Omdat absint op dat moment in Europa al in een slecht daglicht stond, werden zijn moorden enkel toegeschreven aan het overmatig gebruik van absint. Deze moorden waren aanleidingen tot het absintverbod. In 1908 werd absint voor het eerst verboden in Zwitserland, en vele andere Europese landen volgden dit voorbeeld.

## De moorden
Op 28 augustus 1905 dronk Lanfray, in het Zwitserse Commugny, tijdens zijn middagmaal zeven glazen wijn, zes glazen cognac, een koffie met brandewijn, twee muntlikeuren en twee glazen absint. Even later dronk hij bij zijn vader nog een koffie met brandewijn. Toen hij weer thuis kwam, had hij ruzie met zijn zwangere vrouw omdat ze weigerde zijn schoenen te poetsen. Hierop nam hij zijn geweer en schoot haar door het hoofd. Zijn twee dochters hoorden het kabaal en kwamen kijken wat er aan de hand was. Toen schoot Lanfray zijn twee dochters dood. Ten slotte schoot hij zichzelf door het hoofd. Lanfray overleefde zijn zelfmoordpoging en werd een paar minuten later door de politie gevonden. Hij werd overgebracht naar het ziekenhuis. Hierna werd hij beschuldigd van de moorden.
Op 23 februari 1906 werd zijn proces gestart. Zijn advocaat zei dat enkel zijn overmatig gebruik van absint de aanleiding van de twee moorden was. Dr. Albert Mahaim bevestigde dit. Later die dag werd zijn proces gesloten. Hij kreeg een gevangenisstraf van dertig jaar.
Drie dagen later hing hij zichzelf op in zijn cel.

## Gevolgen
De moorden kregen veel aandacht in Europa omdat absint al in een slecht daglicht stond. Een petitie om absint in Zwitserland te verbieden werd 82000 keer getekend. Op 7 oktober 1908 werd zowel het produceren als het consumeren van absint verboden in Zwitserland. Vele andere Europese landen (behalve het Verenigd Koninkrijk, Zweden en Spanje) volgden dit voorbeeld. Ook de Verenigde Staten voerden een verbod in.
In België en Nederland werd in 2005 de drank weer toegelaten.